# Alec John Such
Alec John Such (Yonkers, Nueva York, 14 de noviembre de 1951 - Condado de Horry, Carolina del Sur, 5 de junio de 2022) fue un músico y empresario estadounidense, conocido por haber sido el bajista de la banda de rock Bon Jovi hasta 1994, cuando fue sustituido de manera no oficial por Hugh McDonald.

## Biografía
Fundó su primer grupo de rock con trece años, llamado Phantom's Opera, donde coincidió con el batería Tico Torres. Durante los siguientes años militó en diferentes bandas de bar y, a principios de los años 1980, se unió a The Message junto con el guitarrista Richie Sambora. Ambos solían actuar en los clubes de Nueva Jersey y de Nueva York, y fue allí donde Jon Bon Jovi le descubrió y le contrató para formar parte de Bon Jovi, que ya tenía en sus filas al teclista David Bryan y al guitarrista Dave Sabo, pero todavía necesitaban un batería, por lo que Such le recomendó al vocalista que contratase a Tico Torres, y este así lo hizo. Cuando Dave Sabo abandonó la formación, Such llamó a Sambora para comunicarle que buscaban a un guitarrista y le invitó a que se presentara a la audición, y al mismo tiempo le habló bien de él a Jon Bon Jovi. Aunque el vocalista no estaba muy entusiasmado, tras verle tocar cambió de opinión y decidió contratarle.
A finales de 1983 Bon Jovi tuvo su primera gran aparición al abrir para ZZ Top en el Madison Square Garden. Durante la actuación y por motivos desconocidos Such sacó una pistola y apuntó al público, por lo que al finalizar el concierto fue detenido y, tras pagar una fianza, fue puesto en libertad.
En 1986 dio el salto a la fama con Bon Jovi gracias al álbum Slippery When Wet, hasta que en 1994 fue despedido por razones que se mantuvieron en privado. Según Jon Bon Jovi y Richie Sambora en sendas entrevistas en un episodio del programa Behind the Music de VH1, su despido se debió a sus insatisfactorias actuaciones en directo, unido a la baja calidad del material que grabó en el disco Cross Road. No obstante, Such no aceptó dar su punto de vista de la situación en el programa. Son varios los rumores sobre su salida del grupo: el más extendido cuenta que fue despedido después de dar información privada sobre lo que ocurría detrás de la escena en los conciertos (y/o por discriminar a la familia de Jon Bon Jovi). Otro rumor hablaba de problemas con la bebida. El vocalista declaró al respecto que "Lo que pasa en la familia, se queda en la familia". Fue sustituido por Hugh McDonald, si bien éste no fue reconocido como miembro oficial hasta 2016, razón por la cual no apareció en las fotografías de los discos ni en la propaganda oficial hasta esa fecha.
Después de su marcha, Such dirigió la banda 7th Heaven entre 1997 y 1998, junto con James Young, exmiembro de Styx. En 2001 apareció en un concierto de Bon Jovi en Nueva Jersey, correspondiente a la gira One Wild Night, para interpretar «Wanted Dead or Alive» en la que fue su última actuación. Tras retirarse de la música abrió un restaurante en Nueva York, pero unos años después acabó arruinado y se vio obligado a vender los discos de oro y platino que había conseguido durante su etapa con Bon Jovi. A finales de los 2000 telefoneó a un programa de radio para opinar sobre un tema político, fue entonces cuando se supo que era republicano. Cuando el locutor le advirtió de que su excompañero de grupo, Jon Bon Jovi, era demócrata, Such aseguró que lo desconocía, ya que cuando él estaba en la banda nunca hablaban de política.
En abril de 2018 se reunió por última vez con Bon Jovi con motivo de la inclusión de la banda en el Salón de la Fama del Rock and Roll, allí tuvo la oportunidad de decir algunas palabras y estuvo presente en la breve actuación que realizó el grupo, aunque no llegó a tocar de verdad ya que su bajo estaba desconectado. Falleció el 5 de junio de 2022 en el Condado de Horry (Carolina del Sur) a causa de un paro cardiaco, tenía 70 años.